# Kitura (Mbinga)
Kitura ist ein Verwaltungsbezirk (Ward) des Distrikts Mbinga in der tansanischen Region Ruvuma.

## Geografie
Kitura liegt im Südwesten von Tansania etwa 100 Kilometer südwestlich der Regionshauptstadt Songea und 10 Kilometer östlich des Malawisees. Das Gebiet umfasst ein Tal, das von 1000 Meter Seehöhe im Nordwesten auf knapp 1400 Meter im Südosten ansteigt. Die Berge im Südwesten und Nordosten sind rund 1800 Meter hoch. Der Bezirk grenzt im Norden an Ukata, im Osten an Kipolo und Ngima, im Süden an Litembo und Langiro und im Westen an Liwundi des Distrikts Nyasa. Bei der Volkszählung 2022 lebten 9129 Menschen in 2179 Haushalten auf einer Fläche von 57 Quadratkilometern.

## Gliederung
Der Bezirk besteht aus vier Gemeinden (Mtaa) mit 25 Orten (Kitongoji):
| Kitura - Iputi - Kitura - Kipando - Ndanda - Umero | Mzuzu - Nkole - Lija - Njalala - Nakatindi - Mpaka - Mapendano | Mahilo - Kingua A - Kingua B - Mahilo - lutondo A - Lutondo B - Mbelela - Ngumbo - Liuli - Mputa | Lisau - Lisau - Lihiso - Upata - Mtulingano - Ligonsera |

## Infrastruktur
- Bildung: Die Kitura Secondary School ist eine staatliche Tagesschule mit einer Ausbildung bis zur 4. Stufe.[8]
- Gesundheit: Im Bezirk gibt es eine staatliche Apotheke.[9]